# Arthur Ford
Arthur Ernest Ford (ur. w 1903, zm. 14 lipca 1986 w Sydney) – australijski zapaśnik walczący w stylu wolnym. Olimpijczyk z Amsterdamu 1928, gdzie zajął siódme miejsce w wadze koguciej.

## Letnie Igrzyska Olimpijskie 1928
| Konkurencja      | Rundy eliminacyjne    | Klas. końcowa |
| Konkurencja      | 1/4                   | Miejsce       |
| ---------------- | --------------------- | ------------- |
| 56 kg styl wolny | Amedée Piguet (SUI) P | 7.            |